# Tawfik Tirawi
El General de Brigada Tawfik Tirawi es un funcionario de Fatah que dirigió la investigación sobre la muerte del expresidente Yasser Arafat. Se desempeñó como jefe de Inteligencia de la Autoridad Palestina en Cisjordania en el periodo comprendido entre 1994 y 2008.
Tirawi, el jefe de la Comisión de Fatah para la movilización intelectual y estudios, fue elegido para el Comité Central en la sexta convención de Fatah en 2009.

## Primeros años
Tawfik Tirawi nació en Tira el 15 de noviembre de 1948. Su familia huyó a Rantis en 1948. Realizó sus estudios primarios en Ramala antes de ir al pueblo Sakaka en Salfit y luego al campo de refugiados Jabr en Jericó, donde asistió a la escuela secundaria y preparatoria. Recibió un diploma de la universidad Ibrahimeya en Jerusalén. Se graduó en la Universidad Árabe de Beirut con un título en literatura árabe. Obtuvo un grado más en la filosofía y psicología. Obtuvo un máster en administración educativa de la Universidad Nacional An-Najah en 2008. Su tesis fue "La realidad de crisis y alternativas propuestas para administrarlo desde el punto de vista de la seguridad y las instituciones civiles 'Líderes en Palestina'. Se está preparando una tesis doctoral de la Universidad de Tanta sobre "El papel de la Universidad de liderazgo en la promoción de la pertenencia nacional".

## Activismo político
Se unió a Fatah en 1967, mientras estudiaba en la Universidad Árabe de Beirut. Se dirigió hacia la rama libanesa de la Unión General de Estudiantes Palestinos 1969-1971 y en 1970 fue jefe de la Oficina de Estudiantes secreto de la Secretaría de Fatah. En 1978 se convirtió en miembro de la junta directiva de la Unión General de Estudiantes Palestinos y miembro del Consejo Nacional Palestino. Los servicios de seguridad sirios lo detuvieron el 23 de julio de 1985. Fue torturado durante cuatro días por los servicios de inteligencia y después se mantuvo en régimen de aislamiento durante meses. Fue encarcelado en varias localidades de Siria hasta su liberación el 2 de noviembre de 1989.

## Inteligencia
Él ayudó a crear el Servicio de Inteligencia General Palestina el 7 de junio de 1994. Años más tarde, se quedó con Arafat cuando su recinto fue asedio israelí. El presidente Mahmoud Abbas nombró Tirawi su asesor de seguridad, así como jefe de la Inteligencia General de Palestina el 28 de agosto de 2007. Se desempeñó como jefe de inteligencia hasta el 21 de noviembre de 2008 y el asesor de seguridad hasta que fue elegido miembro del Comité Central de Fatah, el 8 de diciembre de 2009. Se servido como comisionado general de la Organizaciones populares de Fatah desde 2009 hasta 2011. En 2013, se convirtió en la movilización y estudios comisionado intelectual general.
Él es el presidente de la Junta de Síndicos de la Universidad de la Independencia.